# Elio Massimo Palmizio
Elio Massimo Palmizio (Milano, 28 novembre 1954) è un politico italiano.

## Biografia
Dirigente di Publitalia 80 con la discesa in campo nella politica di Silvio Berlusconi aderisce a Forza Italia nel 1994, andando a fondare la sezione in Emilia-Romagna, di cui è il primo coordinatore regionale.
Alle elezioni politiche del 1996 viene eletto alla Camera dei deputati per Forza Italia ed è componente delle Commissioni Difesa  ed Esteri.
Con l’Onorevole Furio Colombo è firmatario della legge che istituisce
il”giorno della memoria”per ricordare ogni 27 gennaio la Shoah
Alle politiche del 2001 non si candida e viene nominato Consigliere dell’Agenzia delle Onlus( organo di garanzia,vigilanza e promozione del terzo settore)di cui è il responsabile della comunicazione. Sempre nel 2001 viene nominato dal Ministro dei Beni Culturali nel Consiglio di Amministrazione della Fondazione lirico sinfonica del Teatro Comunale di Bologna.
Nel 2008 è eletto Senatore della Repubblica per il
PDL e fa parte della Commissione Esteri e della Commissione di vigilanza RAI della cui Sottocommissione per l’accesso, che si occupa della pubblicità sociale,è nominato Presidente.
Nel 2011 aderisce al Gruppo Coesione Nazionale, di centrodestra e in maggioranza,su richiesta del Presidente Berlusconi, per consentirne la creazione e recuperare alcuni Senatori usciti da FLI.
Nel 2013 è rieletto alla Camera dei Deputati e fa parte della Commissione Difesa di cui diventa Segretario nel 2015.
Dopo lo scioglimento del PDL ri aderisce a Forza Italia e viene nominato di nuovo Coordinatore Regionale dell’Emilia Romagna.
Nel 2018 non si presenta alle elezioni.
L’8 agosto 2018, dopo quattro anni e mezzo, si dimette da coordinatore di FI per l’Emilia Romagna per favorire il rinnovamento del movimento in vista delle elezioni comunali, europee e regionali dell’anno seguente.
È Presidente dell’Associazione politico culturale di area liberale, da lui fondata,“Liberi Sempre”.